# 客殿 (大石寺)

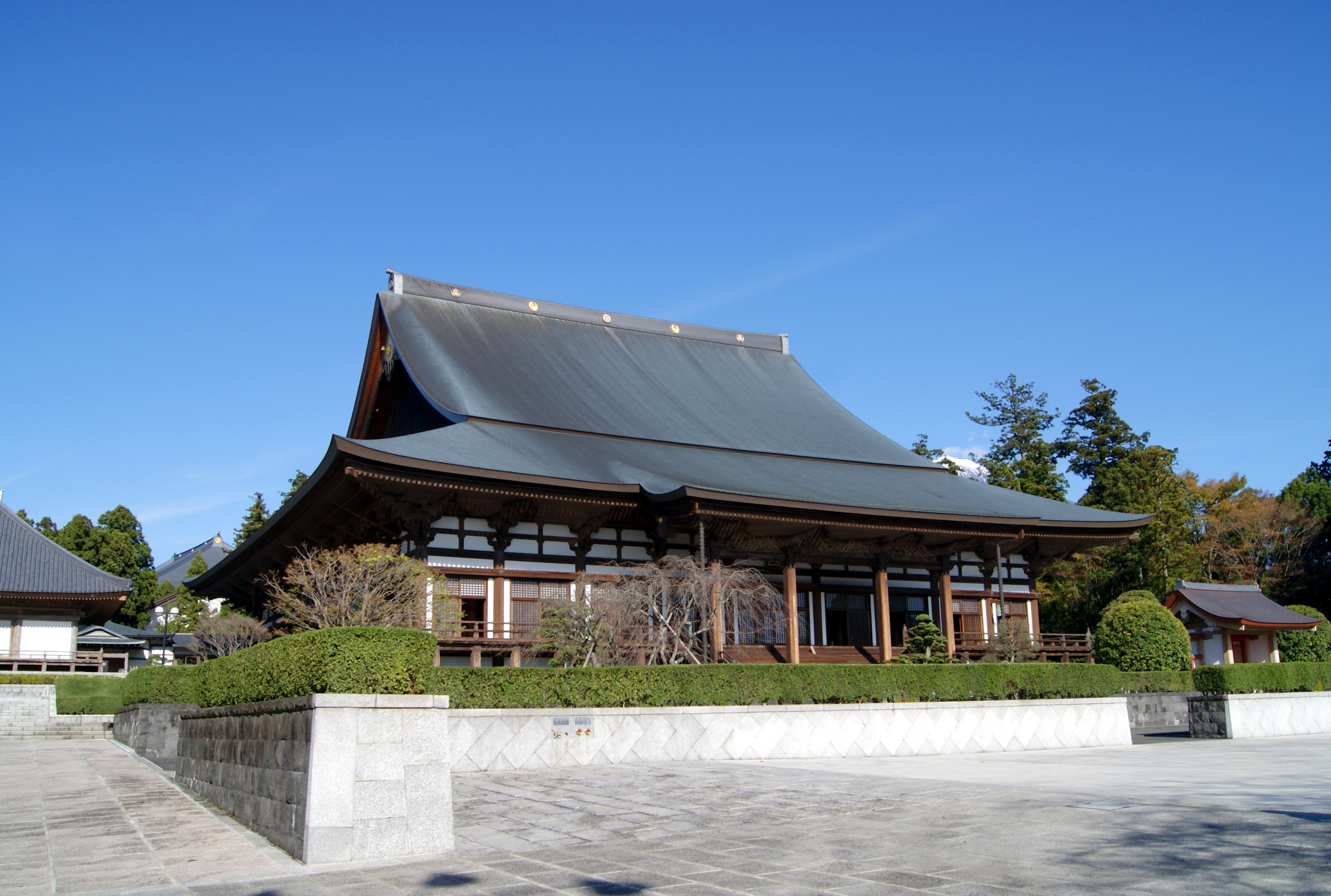
現在の客殿（2009年11月撮影）

客殿（きゃくでん）は、日蓮正宗総本山大石寺（静岡県富士宮市）にある堂宇。総本山内で最も多くの法要が執り行われる中枢の建物である。古より客殿の正面には不開門が建てられている。

## 概要
客殿では毎朝午前2時30分（丑寅の刻）から歴代法主が広宣流布祈念の丑寅勤行を修するほか、種々の法要（主に故人の追善供養の法要）が営まれる。他に、法主の大導師による唱題行や各種会合にも使われている。寛正6年（1465年）、第9世日有の代にはじめて建立され、以来、折に触れて再建されている。現在の建物は平成10年（1998年）春、第67世日顕の代に建立された。
客殿には開山・二祖日興が書写し、大石寺創建時に三祖日目に授与した御座替本尊が安置され、17世日精の代に造立された「日蓮大聖人御影像」が本尊に向かって左側、同じく「日興上人御影像」が本尊に向かって右側に安置されている。
客殿の大導師席は内陣前方の左側に東向きで配置されている。日目の席とされ、衆生を下種三宝尊に取り次いでいるという意味がある。ただし、唱題行の際は法主自身が修行するという意味で常設の大導師席には着座せず、内陣中央に正面向きで用意された特設の大導師席に着座して勤める。大導師席の左側には丑寅勤行の際に法主が本門戒壇の大御本尊を遥拝するための遥拝所が設けられている。前法主が着座する隠居席は内陣前方の右側に大導師席に向かい合う形で設けられる。

## 沿革
- 寛正6年（1465年）3月、創建
- 享保2年（1717年）、不開門を再建
- 享保8年（1723年）、再建
- 明治4年（1871年）6月13日、再建
- 昭和6年（1931年）4月24日、大改修
- 昭和23年（1948年）11月12日、再建
- 昭和39年（1964年）4月1日、再建（大客殿）
- 平成10年（1998年）3月25日、不開門とともに再建（現在の客殿）

## 御座替本尊
客殿に安置されている本尊は、大石寺落成翌日の正応3年（1290年）10月13日、日興が日目に授与した大幅の本尊である。古来、日蓮正宗ではこの本尊を、「御座替本尊」（おざがわりほんぞん）あるいは、「譲座御本尊」（じょうざごほんぞん）と称している。この本尊の脇書には、「正応三年十月十三日之を写す、日興、日目に之を授与す」と記されてある。
当初は原本の紙幅本尊が安置されていたが、第24世日永が御宝蔵に収蔵し、宝永3年（1706年）6月15日に現在安置の板本尊を模刻した。日永は御座替本尊裏書に、「当山重宝血脈手続の大曼荼羅にして御座替りと号す、今正に之を写し彫刻せしめて方丈に安置為し奉り鎮（とこしなえ）に三大秘法広宣の利益を祈る」と認めている。

### 不開門

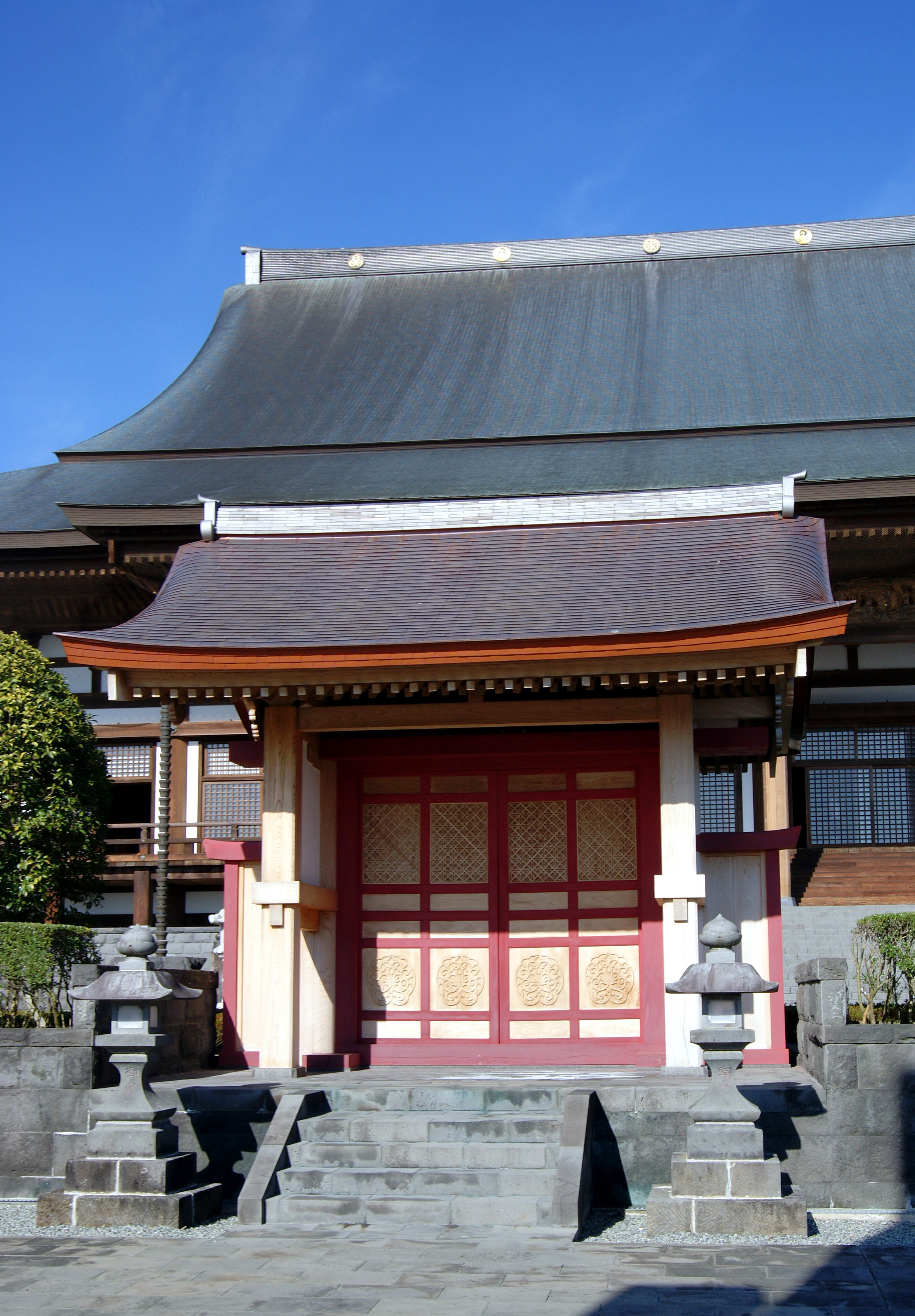
現在の不開門（2009年11月撮影）

不開門（あかずのもん）は、客殿の正面にある小さな門で、広宣流布の暁まで開かれることのない門としてこの名がある。また、勅使門（ちょくしもん）とも称す。創建は不明であるが、享保2年（1717年）に鬼門（おにもん）とともに再建、第32世日教の時に屋根替えの記録がある。現在の門は1998年に客殿とともに再建された。
江戸時代中期の『大石寺境内図』に、客殿とその正面の不開門が描かれている。また、明治末期の客殿と不開門の写真も現存する（大石寺蔵）。

## 大客殿

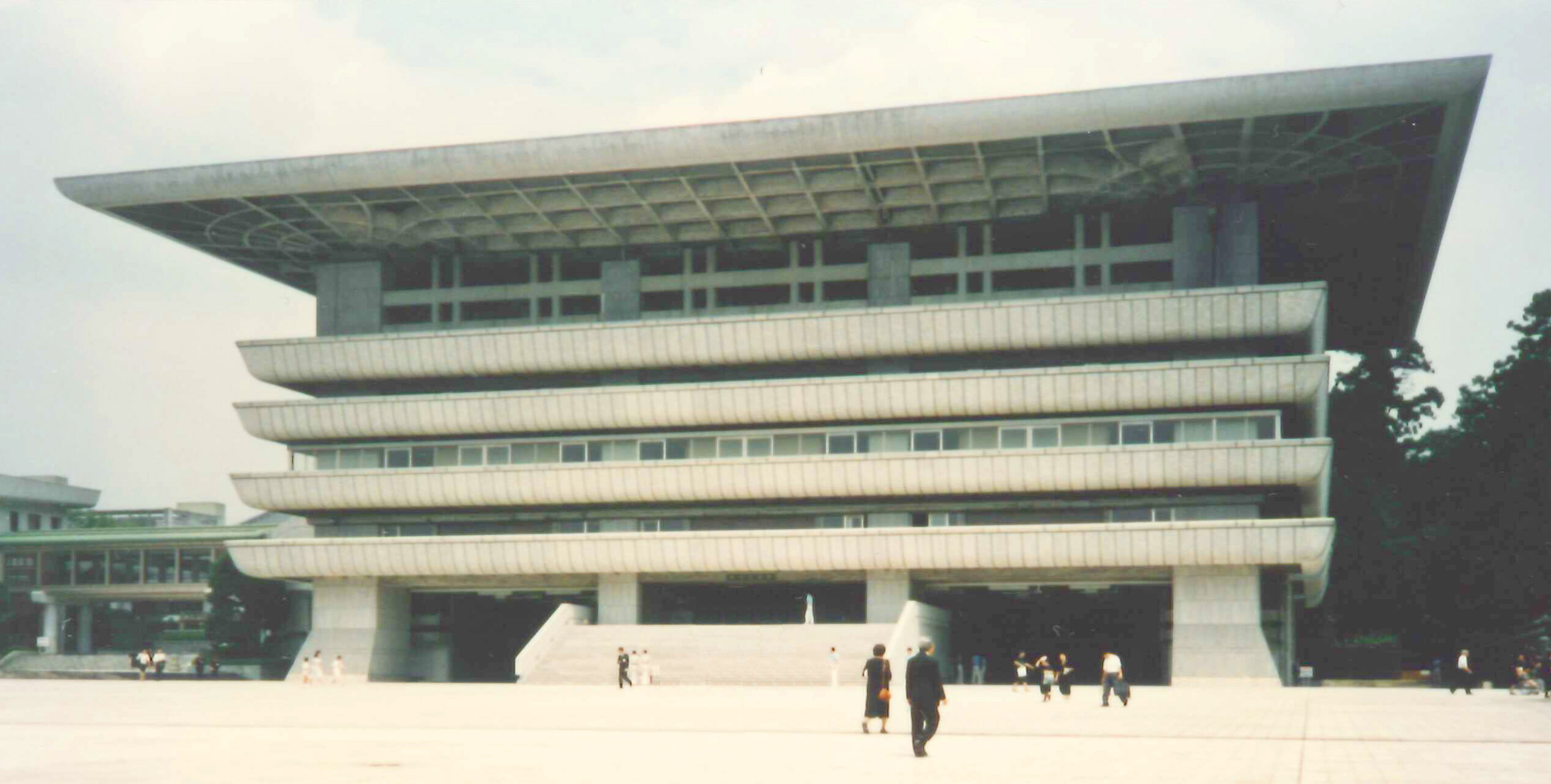
大客殿（1993年撮影）

大客殿は1964年春、第66世日達の代に僧俗の寄進により「法華本門大客殿」として再建された。安置本尊は御座替本尊で、大導師席の配置もほぼ同じであった。
建物は当時としての最新土木建築技術により、鉄筋コンクリート5階建てで、1階はピロティー、2階は下足室、3階は5階まで吹き抜けの630畳の大広間だった。構造は鉄筋コンクリート二重シェル構造、11,500tの屋根を四隅の空洞の柱で支えるものだった。地震に対しての強度も震度8でも充分耐えられるよう設計された。大客殿は、完成した昭和39年（1964年）度の日本建築学会賞、さらに翌年、建築業協会賞及びBCS賞に輝いた。
設計は後に正本堂を設計した横山公男。建設準備にあたっては、諸国より建設資材として大理石やカナダ・ヒマラヤ杉、コンクリートの砂にはガンジス河の砂を使用した。ピロティーのホール壁面には見るも勇壮な気持ちになる陶壁「鳳凰」（高さ3m、幅12m）が飾られていた。
これは日本画壇の最高峰・加山又造が下絵を描き、陶芸家・加藤唐九郎が制作したという現代日本を代表する芸術家の合作だった。大客殿広場には噴水が設置され、参拝者をなごませたと言われる。
その後、平成7年（1995年）1月の阪神・淡路大震災を契機に建設関係者による耐震診断が行われ、東海地震が発生した際に倒壊の危険性が大きいことを指摘され、同年9月に本尊を大講堂へ遷座、大客殿を解体し現在の客殿の建て替えに踏み切った。

## 現在の客殿
現在の客殿は、平成10年（1998年）3月25日に不開門とともに再建され、この年、この落慶を記念して法華講十万総登山が挙行された。2階建ての純和風造りで、その外観は昭和6年（1931年）の大改修後の客殿を彷彿させる。間口・奥行とも約50m、高さは36mで、同寺五重塔に匹敵する高さである。内部の基本構造は鉄骨造りであるが、外装や堂内の仕上げはすべて木材を使用し、伝統的和風建築となっている。1階が玄関と下足室・倉庫、2階に1,112畳の大広間がある。

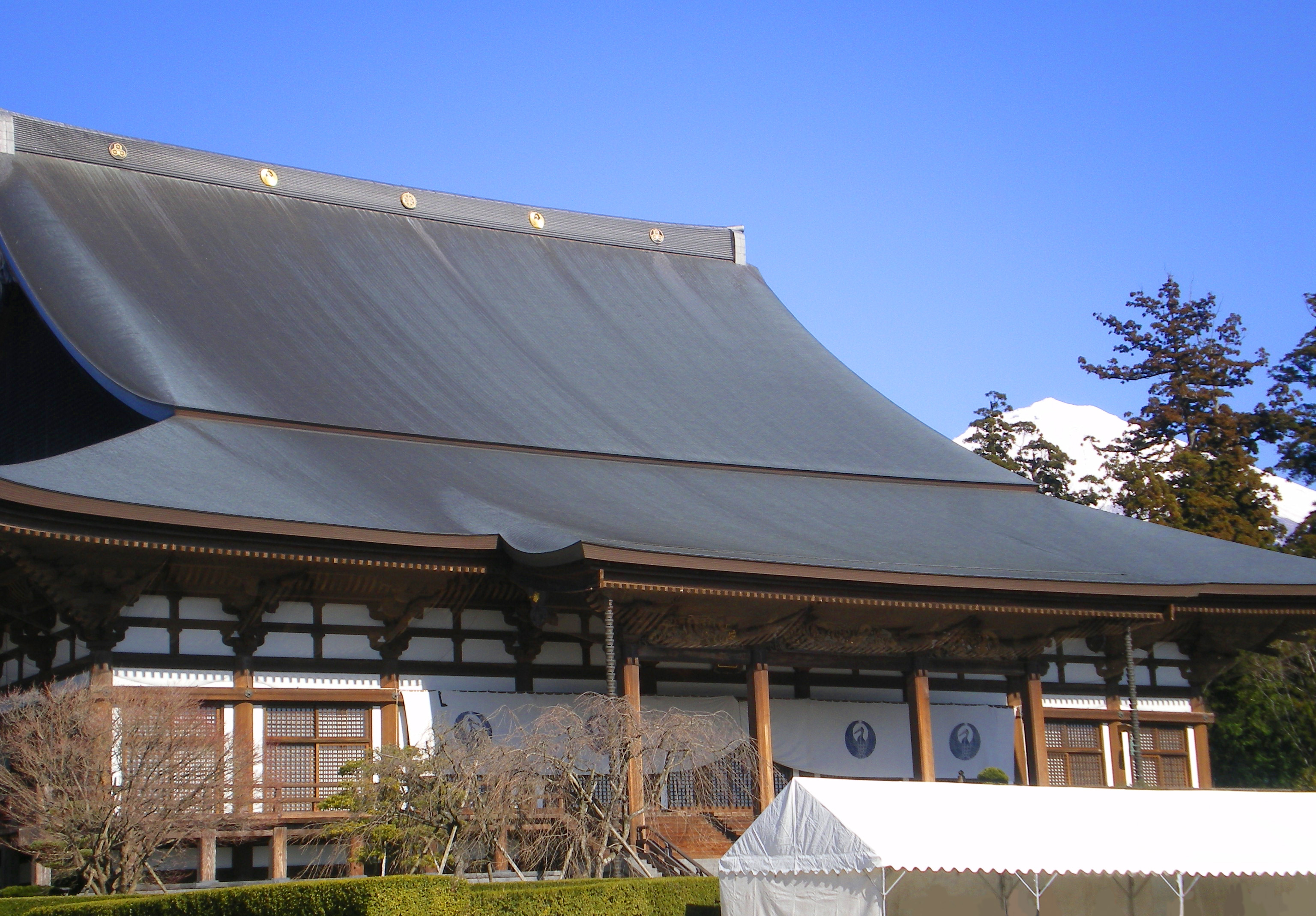
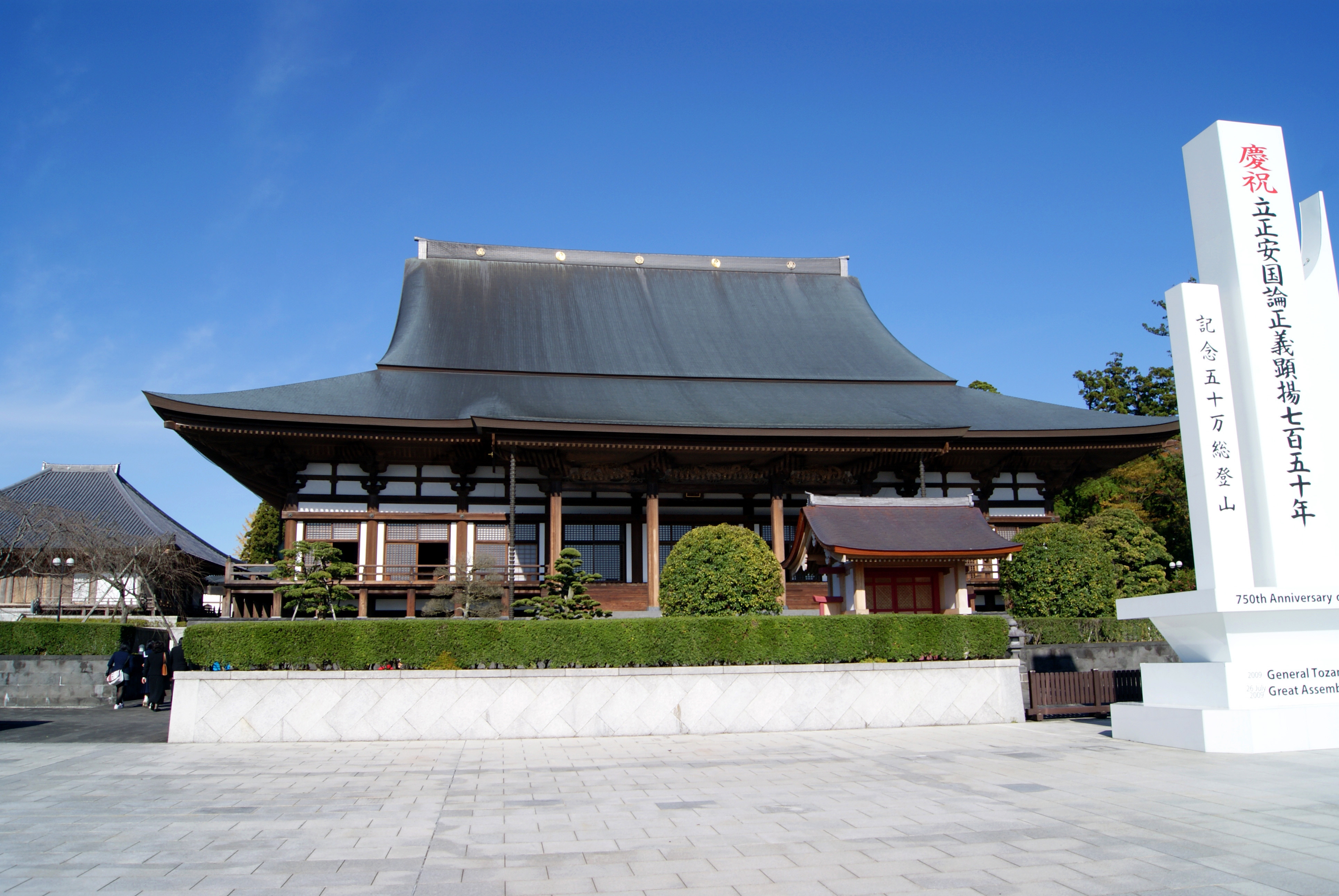